# Limaçon

Constructie van de slaklijn

De slaklijn of limaçon van Pascal is een wiskundige kromme, een cycloïde. De vergelijking van de kromme in poolcoördinaten is
{\displaystyle r=a+b\sin \theta \ }
en in een cartesisch coördinatenstelsel
{\displaystyle (x^{2}+y^{2})^{2}-(a^{2}+2by)(x^{2}+y^{2})+b^{2}y^{2}=0}.
De kromme is naar de Franse jurist en wiskundige Étienne Pascal 1588 - 1651 genoemd, de vader van Blaise Pascal.
De limaçon is de voetpuntskromme van een cirkel met als vast punt een punt in de cirkel maar niet het middelpunt.